# Pic de Màniga
El Pic de Màniga és una muntanya de 2.517 metres que es troba entre els municipis d'Alins i de Farrera, a la comarca del Pallars Sobirà.
Aquest cim està inclòs al llistat dels 100 cims de la FEEC.